# Tomitarō Horii
Pour les articles homonymes, voir Horii.
Tomitarō Horii (堀井 富太郎, Horii Tomitarō) est un général de l'armée impériale japonaise pendant la Seconde Guerre mondiale.

## Biographie
Né dans la préfecture de Hyōgo, il étudie à Académie de l'armée impériale japonaise en 1911. En 1932, il participe à la seconde guerre sino-japonaise.
De 1935 à 1937, il étudie à l'université Waseda
Il devient général en 1940. Il participe à l'Invasion de Guam (1941) en 1941. Il a participé à la campagne de Nouvelle-Guinée.
En Nouvelle-Guinée, durant la Bataille de Buna-Gona-Sanananda, une rivière en crue bloquait la retraite des forces de Horii. Il décide de prendre un bateau sur la rivière pour rejoindre Buna, qui était menacé par l'armée australienne. Le canot a chaviré et a été emporté par la mer. Horii s'est noyé.